# Les Lèves-et-Thoumeyragues
 Les Lèves-et-Thoumeyragues  là một xã thuộc tỉnh Gironde trong vùng Aquitaine tây nam nước Pháp.